# المسرح الآثري (تونس)
المسرح الاثري هو معلم أثري تونسي مصنف من قبل المعهد الوطني للتراث  يقع في ولاية بنزرت في الشمال  التونسي، تحديدا في اوتيك تم تصنيف المعلم في يوم 29 ديسمبر   1891.

## مقالات ذات صلة
- قائمة المعالم الأثرية المصنفة في تونس